# Gilles Lemay
Gilles Lemay (24 de febrer de 1948, Leclercville, Quebec) és un bisbe catòlic, missioner i teòleg quebequès.
Va estudiar primer al seminari menor de Quebec i després el 1968 al seminari major. També obtingué una mestria en teologia a la Universitat Laval.
El 18 de juny del 1972 fou ordenat sacerdot per l'aleshores bisbe auxiliar del Quebec Mn. Laurent Noël.
Va estar els primers deu anys del seu ministeri pastoral com a vicari de la parròquia de Sant Eugeni a Vanier. Després fou secretari d'acollida a la regió pastoral Lotbinière-Bois-Francs. Del 1984 al 1999 fou successivament membre de l'equip diocesà, va pertànyer al grup de sacerdots enviats a les missions al Paraguai i fou pastor a Saint-Étienne-de-Beauharnois, Saint-Nicolas i Saint-Redentor.
L'11 de febrer del 2005 fou nomenat per Sa Santedat el Papa Joan Pau II com a bisbe auxiliar de l'arxidiòcesi del Quebec i com a bisbe titular de la Seu d'Eguga.
Va rebre la consagració episcopal el 10 d'abril del mateix any a mans del cardenal i aleshores arquebisbe metropolità Mn. Marc Ouellet, com a consagrador principal i com a co-consagrants l'auxiliar Mn. Jean-Pierre Blais i l'emèrit d'Amos Mn. Eugène Tremblay.
El 22 de febrer del 2011 fou nomenat pel Papa Benet XVI com a nou bisbe de la diòcesi d'Amos, substituint Eugène Tremblay, que hi renuncià per motius d'edat.